# Triste Fim de Policarpo Quaresma
Triste Fim de Policarpo Quaresma é um romance do pré-modernismo brasileiro e considerado por alguns o principal representante desse movimento. Escrito por Lima Barreto, foi levado a público pela primeira vez em folhetins, publicados, entre agosto e outubro de 1911, na edição da tarde do Jornal do Commercio do Rio de Janeiro. Em 1915, também no Rio de Janeiro, a obra foi pela primeira vez impressa em livro, em edição de autor. Tem como temas centrais: Nacionalismo, burocracia, crítica social e política, utopia e fracasso. O Contexto é no final do século XIX, início da República Velha no Brasil (governo de Floriano Peixoto). Lima Barreto faz uma crítica feroz à corrupção, ao militarismo e ao falso patriotismo da elite brasileira.
O major Policarpo é um anti-herói quixotesco, imbuído de nobres ideais, alguns beirando ao tresloucado (tanto é que passa uma temporada no hospício). Bom coração, idealista, patriota, por causa de suas qualidades acaba sendo castigado e sempre se dá mal. Uma obra clássica da literatura brasileira que ajuda a explicar por que somos como somos.
"Um dos grandes herdeiros do Naturalismo, o romance de Lima Barreto disseca o sonho de um patriota exaltado ao mesmo tempo em que apresenta uma sátira impiedosa e bem-humorada do Brasil oficial."

## Crítica
A ironia do livro concentra-se, sobretudo, no modo como o narrador se posiciona diante dos desatinos da personagem, a narração em terceira pessoa não comenta ou avalia o comportamento da personagem: os fatos e consequência são narrados de modo a deixar o leitor livre para julgar os conflitos.
Alfredo Bosi afirma sobre a obra:

Triste Fim de Policarpo Quaresma é um romance em terceira pessoa em que se nota maior esforço de construção e acabamento formal. Lima Barreto nele conseguiu criar uma personagem que não fosse mera projeção de amarguras pessoais como o amanuense Isaías Caminha, nem um tipo pré-formado, nos moldes de figuras secundárias que pululam em todas as suas obras. O Major Quaresma não se exaure na obsessão nacionalismo, no fanatismo xenófobo; pessoa viva, as suas reações revelam o entusiasmo do homem ingênuo, a distanciá-lo do conformismo em que se arrastam os demais burocratas e militares reformados cujos bocejos amornecem os serões do subúrbio.

## Epígrafe
| original em francês | tradução |
| "Le grand inconvénient de la vie réelle et qui la rend insupportable à l'homme supérieur, c'est que, si l'on y transporte les principes de l'idéal, les qualités deviennent des défauts, si bien que fort souvent l'homme accompli y réussit moins bien que celui qui a pour mobiles l'égoïsme ou la routine vulgaire." | O grande inconveniente da vida real e o que a torna insuportável ao homem superior é que, se se transferirem para ela os princípios do ideal, as qualidades tornam-se defeitos, de modo que, muito frequentemente, o homem completo tem bem menos sucesso na vida do que aquele que se move pelo egoísmo ou pela rotina vulgar. |

A epígrafe do romance é retirada do 26º capítulo de Marco Aurélio ou o fim do mundo antigo (Marc-Aurèle ou la fin du monde antique), último volume da obra As origens do Cristianismo (Les origines du Christianisme) do escritor e pensador francês Ernest Renan. Renan parece argumentar que os altos ideais, muito nobres, de pouco valem no mundo real, governado por interesses e proveitos pessoais, o que nos prepara para o fracasso final de Policarpo Quaresma.

## Sinopse
O livro é dividido em três partes, cada uma simbolizando uma fase do sonho e da decepção do protagonista com o Brasil.

### Primeira parte
A primeira parte da obra se desenrola na cidade do Rio de Janeiro, logo após a proclamação da república brasileira.
Buscando saídas políticas, econômicas e culturais para o Brasil, Policarpo passa grande parte de seu tempo enfiado nos livros, pelo que é criticado por parte da vizinhança que não consegue aceitar que alguém sem titulação acadêmica possa possuir livros - uma crítica ao academicismo, muito presente na obra de Lima Barreto - e que o critica ainda mais quando ele decide aprender a tocar um instrumento mal visto pela burguesa sociedade carioca da época, o violão, por considerar um representante do espírito popular do país.
E é no aprendizado do instrumento que conhece aquele que será seu grande amigo no correr do romance, o seresteiro Ricardo Coração dos Outros, contratado para lhe ensinar. Porém, cedo, Policarpo se desencanta pelo violão - e pelo folclore - e parte em busca das tradições genuinamente nacionais: as indígenas.
Tal aprendizado leva a alguns momentos cômicos - como quando Policarpo recebe a afilhada e o compadre aos prantos -  e à tragédia da loucura: após ter sugerido à assembleia legislativa republicana a adoção do tupi como língua oficial - e ser motivo de chacota de toda a imprensa e dos colegas de repartição -, Policarpo redige, distraído, um documento oficial naquela língua e termina, após uma elipse temporal, internado num manicômio, sendo diagnosticado com "patriotismo exagerado".

### Segunda parte
Na segunda parte, são analisados os problemas enfrentados pela porção rural do país.
São e aposentado, Policarpo vende sua casa e compra, por sugestão da afilhada Olga, um sítio na fictícia cidade de Curuzu, denominado Sossego e onde ele passa a tentar provar a decantada fertilidade do solo brasileiro.
Com a ajuda do empregado Anastácio, Policarpo luta contra saúvas, ervas daninhas e outras pragas na tentativa de incentivar a iniciativa agrícola em outras pessoas e ajudar no crescimento econômico do Brasil e do mundo inteiro. Mas além disso, Policarpo continuava a lutar contra a opinião pública e as autoridades.
A fertilidade do solo, no entanto, não se comprova na prática, e sua plantação gerou pouquíssimos lucros, por causa da peste negra e da chuva de areias. Para piorar, Policarpo viu-se envolvido, involuntariamente, na luta política da cidade, sendo atacado com multas e difamações por gregos e troianos, tudo por causa de sua suspeita (para os locais) neutralidade.
Ao saber sobre a Revolta da Armada, nosso protagonista "pede energia" em telegrama ao Marechal Floriano e segue para o Rio de Janeiro para dar apoio ao regime e sugerir reformas que mudassem a situação agrária.

### Terceira parte
A última parte do livro narra as andanças de Policarpo pela Capital Federal durante a revolta da Armada e mostra sua desilusão final. Há aqui uma crítica feroz aos positivistas que apoiavam a Primeira República.
Chegando ao Rio, Policarpo é bem recebido por Floriano Peixoto, que, no entanto, dá pouca atenção às suas propostas de reforma.
Decidido a lutar pela República, Policarpo é então incorporado a um batalhão, o "Cruzeiro do Sul", com o posto de major, embora não tivesse qualquer experiência militar prévia.
Encarregado de um pelotão de artilharia improvisado com voluntariados à força - como seu amigo Ricardo Coração dos Outros -, Policarpo deveria rechaçar investidas dos marinheiros às praias cariocas.
A revolta criava ao mesmo tempo tensão - devido a prisões e violências arbitrárias - e oportunidades de ascensão social e empregatícia a cupinchas e puxa-sacos. Policarpo, enquanto isto, percebe que suas propostas não eram levadas a sério - é chamado, de forma um tanto irônica, de visionário pelo indolente Marechal de Ferro Floriano Peixoto - e desilude ainda mais quando, tendo entrado em combate, acaba por matar um dos revoltosos.
Finda a revolta e encarregado de cuidar de um grupo de prisioneiros, Policarpo chega à conclusão de que a pátria, à qual ele sacrificaria sua vida de estudos, era uma ilusão. Ao presenciar o autoritarismo, a brutalidade do exército e a perseguição aos opositores, Quaresma se decepciona profundamente.
Seu destino é selado quando, após presenciar a escolha arbitrária de prisioneiros a serem executados, ele escreve uma carta a Floriano Peixoto denunciando a situação: o maior patriota de todo o livro é injustamente preso, acusado de traição.
Ricardo Coração dos Outros, inteirado da situação, procura todos os antigos amigos e conhecidos de Policarpo para ajudá-lo, mas todos se recusam por medo ou ganância, com exceção da afilhada, Olga, que, no entanto, parece incapaz de fazer qualquer coisa pelo padrinho a quem admira tanto.
Policarpo, devido às suas críticas, é preso e condenado ao fuzilamento, por ordem do presidente Floriano Peixoto sob a acusação de traição.
O livro termina com sua execução – um triste fim para um patriota que só queria ver o país prosperar.
Personagens Secundários Importantes
Dona Adelaide: Irmã de Quaresma, companheira fiel e silenciosa.
Ismênia: Jovem vizinha de Quaresma, simboliza a juventude frustrada da época.
Ricardo Coração dos Outros: Violeiro popular que representa a cultura genuinamente brasileira.
General Albernaz: Vizinho arrogante e símbolo da elite militar medíocre.
Colegas do Ministério: Representam a burocracia parasitária e sem mérito.

## Adaptações

### Cinema
Intitulado Policarpo Quaresma, Herói do Brasil, o filme de 1998 tem roteiro de Alcione Araújo e foi dirigido por Paulo Thiago. Embora respeitando em linhas gerais o enredo de Lima Barreto, esta adaptação toma algumas liberdades (como criar uma relação amorosa entre Policarpo e Olga e mostrar o fuzilamento final do protagonista, que não é descrito no livro) e satiriza aspectos da política brasileira atual, como quando um grupo de sem-terras invade o sítio do Major Quaresma, "Sossego" na cidade de Curuzu.
Foi severamente criticado por comprar uma mansão no Morumbi e adulterar o conteúdo da obra, "anexando-se si próprio nas críticas de Lima Barreto, a adaptação se tornou a ironia referida em exemplo prático, o oportunismo ideológico tão criticado falou não pelos personagens mas pela boca da câmera" - Folha de S.Paulo.

### Teatro
O premiado e considerado diretor teatral Antunes Filho elaborou uma livre adaptação do livro para os palcos, com o ator Lee Taylor no papel principal. O espetáculo fechava a sua "trilogia carioca" junto ao A Falecida Vapt-Vupt, do texto A Falecida, de Nelson Rodrigues, e o musical Lamartine Babo, escrito pelo próprio Antunes, sobre Lamartine Babo. A peça Triste Fim de Policarpo Quaresma, que transmutou as descrições de Lima Barreto em vários diálogos, começou a ser elaborada em 2008 e estreou em 2010 no Teatro Anchieta do Sesc Consolação, em São Paulo.

## Traduções
Desde sua publicação, a obra conta com traduções para alguns idiomas:
| Idioma   | Título(s)                                                                     | Tradutor(a)                            | Dados de publicação                                             |
| -------- | ----------------------------------------------------------------------------- | -------------------------------------- | --------------------------------------------------------------- |
| Inglês   | The patriot                                                                   | Robert Scott-Buccleugh                 | London: Rex Collings, 1978. ISBN 0860360601.                    |
| Inglês   | The sad end of Policarpo Quaresma                                             | Mark Carlyon                           | London: Penguin Classics, 2014. ISBN 0141395702.                |
| Polonês  | Smutny koniec Polikarpa Quaresmy                                              | Janina Zofia Klave                     | Kraków; Wroclaw: Wydawnictwo Literackie, 1984. ISBN 8308009859. |
| Francês  | Sous la bannière étoilée de la Croix du Sud: triste fin de Policarpo Quaresma | Monique Le Moing e Marie-Pierre Mazéas | Paris: Editions L'Harmattan, 1992. ISBN 2738411665.             |
| Alemão   | Das traurige Ende des Policarpo Quaresma                                      | Berthold Zilly                         | Zürich: Ammann, 2001. ISBN 3250104140.                          |
| Espanhol | El triste fin de Policarpo Quaresma                                           | Olga Pinheiro de Souza                 | Buenos Aires: Mardulce, 2012. ISBN 9872803110.                  |